# Four Nations 2009
Die Four Nations 2009 waren die erste Ausgabe des Rugby-League-Turniers Four Nations und wurden in England und Frankreich ausgetragen. Bei den ersten Four Nations gab es noch keine Qualifikation für die vierte Mannschaft, Frankreich wurde eingeladen, weil es der Gewinner des letzten European Nations Cup war. Im Finale gewann Australien 46:16 gegen England.

## Austragungsorte
| Stadt        | Stadion                  | Kapazität |
| ------------ | ------------------------ | --------- |
| Doncaster    | Keepmoat Stadium         | 15.231    |
| Huddersfield | Galpharm Stadium         | 24.500    |
| Leeds        | Elland Road              | 40.242    |
| London       | Twickenham Stoop         | 14.816    |
| Paris        | Stade Sébastien Charléty | 20.000    |
| Toulouse     | Stade Ernest-Wallon      | 19.500    |
| Wigan        | DW Stadium               | 25.138    |

## Tabelle
|     | Team       | Spiele | Siege | Unent. | Ndlg. | Spiel- punkte | Diff. | Tabellen- punkte |
| --- | ---------- | ------ | ----- | ------ | ----- | ------------- | ----- | ---------------- |
| 01. | Australien | 3      | 2     | 1      | 0     | 88:40         | + 48  | 5                |
| 02. | England    | 3      | 2     | 0      | 1     | 70:50         | + 20  | 4                |
| 03. | Neuseeland | 3      | 1     | 1      | 1     | 94:52         | + 42  | 3                |
| 04. | Frankreich | 3      | 0     | 0      | 3     | 28:138        | - 110 | 0                |

## Ergebnisse

### Runde 1
| 23. Oktober 20:00 | England        | 34 : 12 | Frankreich | Keepmoat Stadium, Doncaster Zuschauer: 11.529 Schiedsrichter: Leon Williamson |
| 23. Oktober 20:00 | (4:12) Bericht |         |            | Keepmoat Stadium, Doncaster Zuschauer: 11.529 Schiedsrichter: Leon Williamson |

| 24. Oktober 20:00 | Australien    | 20 : 20 | Neuseeland | Twickenham Stoop, London Zuschauer: 12.360 Schiedsrichter: Steve Ganson |
| 24. Oktober 20:00 | (6:6) Bericht |         |            | Twickenham Stoop, London Zuschauer: 12.360 Schiedsrichter: Steve Ganson |

### Runde 2
| 31. Oktober 14:30 | England        | 16 : 26 | Australien | DW Stadium, Wigan Zuschauer: 23.122 Schiedsrichter: Steve Ganson |
| 31. Oktober 14:30 | (0:26) Bericht |         |            | DW Stadium, Wigan Zuschauer: 23.122 Schiedsrichter: Steve Ganson |

| 31. Oktober 18:00 | Frankreich     | 12 : 62 | Neuseeland | Stade Ernest-Wallon, Toulouse Zuschauer: 12.410 Schiedsrichter: Shayne Hayne |
| 31. Oktober 18:00 | (6:16) Bericht |         |            | Stade Ernest-Wallon, Toulouse Zuschauer: 12.410 Schiedsrichter: Shayne Hayne |

### Runde 3
| 7. November 14:30 | Frankreich    | 4 : 42 | Australien | Stade Sébastien Charléty, Paris Zuschauer: 8.656 Schiedsrichter: Leon Williamson |
| 7. November 14:30 | (0:8) Bericht |        |            | Stade Sébastien Charléty, Paris Zuschauer: 8.656 Schiedsrichter: Leon Williamson |

| 7. November 18:00 | England        | 20 : 12 | Neuseeland | Galpharm Stadium, Huddersfield Zuschauer: 19.390 Schiedsrichter: Thierry Alibert |
| 7. November 18:00 | (18:6) Bericht |         |            | Galpharm Stadium, Huddersfield Zuschauer: 19.390 Schiedsrichter: Thierry Alibert |

## Finale
| 14. November 19:30 | England                                               | 16 : 46         | Australien                                                                                                   | Elland Road, Leeds Zuschauer: 31.042 Schiedsrichter: Leon Williamson |
| 14. November 19:30 | Versuche: Burgess (2), Fox Erhöhungen: Sinfield (2/3) | (10:14) Bericht | Versuche: Slater (3), Morris (2), Hayne, Inglis, Smith Erhöhungen: Thurson (6/8) Straftritte: Thurston (1/1) | Elland Road, Leeds Zuschauer: 31.042 Schiedsrichter: Leon Williamson |

| 1                  | Shaun Briscoe   |
| 2                  | Peter Fox       |
| 3                  | Chris Bridge    |
| 4                  | Michael Shenton |
| 5                  | Ryan Hall       |
| 6                  | Sam Tomkins     |
| 7                  | Kyle Eastmond   |
| 8                  | Adrian Morley   |
| 9                  | Kevin Sinfield  |
| 10                 | James Graham    |
| 11                 | Jamie Peacock   |
| 12                 | Gareth Ellis    |
| 13                 | Sam Burgess     |
| Auswechselspieler: |                 |
| 14                 | Eorl Crabtree   |
| 15                 | Jon Wilkin      |
| 16                 | Ben Westwood    |
| 17                 | James Roby      |

| 1                  | Billy Slater       |
| 2                  | Brett Morris       |
| 3                  | Greg Inglis        |
| 4                  | Justin Hodges      |
| 5                  | Jarryd Hayne       |
| 6                  | Darren Lockyer     |
| 7                  | Johnathan Thurston |
| 8                  | Ben Hannant        |
| 9                  | Cameron Smith      |
| 10                 | Petero Civoniceva  |
| 11                 | Luke Lewis         |
| 12                 | Paul Gallen        |
| 13                 | Nathan Hindmarsh   |
| Auswechselspieler: |                    |
| 14                 | Kurt Gidley        |
| 15                 | Brett White        |
| 16                 | Anthony Watmough   |
| 17                 | Sam Thaiday        |